# Tâm lý học bảo tồn
Tâm lý học bảo tồn (Conservation psychology) là ngành nghiên cứu khoa học về các mối quan hệ qua lại giữa con người và phần còn lại của tự nhiên, đặc biệt tập trung vào cách khuyến khích việc bảo tồn thế giới tự nhiên. Thay vì là một lĩnh vực chuyên môn trong tâm lý học thì đây là một lĩnh vực đang phát triển đầy tiềm năng cho các nhà khoa học, nhà nghiên cứu và các nhà thực hành thuộc tất cả các lĩnh vực để cùng nhau hiểu rõ hơn về trái đất và những gì có thể làm để bảo tồn lấy trái đất này. Mạng lưới những nghiên cứu trong các lĩnh vực này tìm cách hiểu tại sao con người làm tổn thương hoặc cải thiện, cải tạo môi trường và có thể làm gì để thay đổi hành vi đó.
Thuật ngữ "tâm lý học bảo tồn" đề cập đến bất kỳ lĩnh vực tâm lý học nào có kiến thức dễ hiểu về môi trường và những tác động của con người đối với thế giới tự nhiên. Các nhà tâm lý học bảo tồn sử dụng khả năng của họ trong việc làm "xanh hóa" ở góc độ tâm lý học (làm cho con người ta quan tâm hơn về môi trường, trong cuộc sống hàng ngày và tiêu dùng có tâm lý, khuynh hướng sử dụng các sản phẩm xanh) và làm cho xã hội bền vững về mặt sinh thái. Khoa học tâm lý học bảo tồn được định hướng theo hướng những giá trị bền vững về môi trường, bao gồm các mối quan tâm như bảo tồn tài nguyên thiên nhiên, bảo tồn hệ sinh thái và các vấn đề về chất lượng cuộc sống cho con người và các loài khác.
Một vấn đề phổ biến là sự thiếu hiểu biết về sự khác biệt giữa tâm lý học bảo tồn và lĩnh vực tâm lý học môi trường, đó là nghiên cứu các tương tác, giao lưu giữa các cá nhân và tất cả các môi trường vật chất, bao gồm cả cách con người thay đổi cả môi trường xây dựng và tự nhiên và những môi trường đó thay đổi chúng như thế nào. Tâm lý học môi trường bắt đầu vào cuối những năm 1960 (chương trình chính thức đầu tiên với tên gọi này được khai trương tại Đại học Thành phố New York vào năm 1968) và là thuật ngữ được sử dụng phổ biến nhất trên khắp thế giới.
Định nghĩa của tâm lý học bảo tồn bao gồm các tương tác, giao lưu của con người với cả môi trường tự nhiên và môi trường xây dựng đã trở lại từ thuở ban đầu, như được minh họa trong các trích dẫn này từ ba cuốn sách giáo khoa năm 1974: "Tâm lý học môi trường là nghiên cứu về mối quan hệ qua lại giữa hành vi với môi trường xây dựng và tự nhiên" (Environmental psychology is the study of the interrelationship between behavior and the built and natural environment) và "... môi trường tự nhiên được nghiên cứu vừa là một lĩnh vực có vấn đề, liên quan đến suy thoái môi trường, vừa như một bối cảnh cho các nhu cầu tâm lý và giải trí nhất định" và một phần ba bao gồm một chương có tên Môi trường tự nhiên và hành vi (The Natural Environment and Behavior). Tâm lý học bảo tồn đã được đề xuất gần đây hơn vào năm 2003 và chủ yếu được xác định với một nhóm học giả Hoa Kỳ có quan hệ với các vườn thú và các khoa nghiên cứu môi trường, bắt đầu với trọng tâm chính là mối quan hệ giữa con người và động vật. Được giới thiệu trên các tạp chí sinh thái học, chính sách và sinh học, có gợi ý rằng nó nên được mở rộng để cố gắng hiểu tại sao con người cảm thấy cần phải giúp đỡ hoặc làm tổn thương môi trường, cùng với cách thúc đẩy các nỗ lực bảo tồn.